# Dysdera fuscipes
Dysdera fuscipes es una especie de arañas araneomorfas de la familia Dysderidae.

## Distribución geográfica
Es endémica del norte y este de la península ibérica (España y Portugal) y zona pirenaica de Francia.